# Malaxideae
Malaxideae – plemię roślin z rodziny storczykowatych (Orchidaceae). Obejmuje 17 rodzajów i około 1200 gatunków występujących w Ameryce Północnej, Środkowej i Południowej, Europie, Afryce, Azji, Australii i Oceanii.

## Systematyka
Plemię sklasyfikowane do podrodziny epidendronowych (Epidendroideae) w rodzinie storczykowatych (Orchidaceae), rząd szparagowce (Asparagales) w obrębie roślin jednoliściennych.
Wykaz rodzajów
- Alatiliparis Marg. & Szlach.
- Crepidium Blume
- Crossoglossa Dressler & Dodson
- Crossoliparis Marg.
- Dienia Lindl.
- Hammarbya Kuntze
- Hippeophyllum Schltr.
- Liparis Rich.
- Malaxis Sol. ex Sw.
- Oberonia Lindl.
- Oberonioides Szlach.
- Orestias Ridl.
- Risleya King & Pantl.
- Saurolophorkis Marg. & Szlach.
- Stichorkis Thouars
- Tamayorkis Szlach.
- Ypsilorchis Z.J.Liu, S.C.Chen & L.J.Chen